# Litava (Krupinica)
Die Litava ist ein 45,4 km langer Fluss in der Mitte der Slowakei und ein linker Nebenfluss der Krupinica.
Der Fluss entspringt in der Krupinská planina (deutsch Karpfener Hochebene) auf dem Gebiet des Militärgeländes Lešť unterhalb eines Sattels zwischen den Bergen Kopaný závoz (775 m n.m.) und Jaseňový vrch (724 m n.m.) und fließt zunächst in ungefähr südsüdwestlicher Richtung durch Senohrad, nimmt die linksseitige Litavica auf. Auf weiterer Strecke passiert die Litava die Gemeinden Lackov, Litava und Cerovo, bevor sie weiter in ein canyonartiges Tal kommt und die linksseitige Malá Litava trifft. Nun wendet sich die Litava nach Westen und bahnt sich den Weg durch die Krupinská planina mit fünf Mäandern. Auf der Innenseite des letzten Mäanders, gegenüber der Mündung des rechtsseitigen Konštiansky potok, erhebt sich die Ruine der mittelalterlichen Burg Čabraď. Danach öffnet sich das Tal Richtung Südwesten und die Litava kommt am Ort Drienovo vorbei und vereinigt sich mit dem rechtsseitigen Zufluss Vrbovok, bevor sie durch Plášťovce fließt und linksseitig in die Krupinica mündet.